# SpaceX CRS-10
SpaceX CRS-10, també coneguda com a SpX-10, va ser un vol de la nau espacial de subministrament no tripulada Dragon de SpaceX en missió operacional de SpaceX contractada per la NASA sota un contracte de Commercial Resupply Services a l'Estació Espacial Internacional que va ser llançada el 19 de febrer de 2017 a bord del 30è vol del coet Falcon 9. La missió va finalitzar el 19 de març de 2017 quan la nau Dragon va sortir de l'EEI i va tornar a la Terra amb seguretat.